# William Hogarth
William Hogarth (n. 10 noiembrie 1697, Londra, Regatul Angliei – d. 26 octombrie 1764, Londra, Regatul Marii Britanii) a fost un pictor și grafician englez, autor de gravuri și stampe satirice și ilustrator de cărți, precursor al caricaturii moderne.

## Biografie
William Hogarth s-a născut la 10 noiembrie 1697 în cartierul West Smithfield din Londra. Tatăl lui, Richard Hogarth, învățător cu venituri modeste, sfârșește prin a fi aruncat în închisoare, pentru că nu își poate plăti datoriile. În apropierea închisorii, pe terenuri special destinate acestui scop, locuiesc familiile deținuților. După ce tatăl său își ispășește pedeapsa, familia se mută, iar William intră în atelierul unui gravor-aurar, pe nume Ellis Gamble. Aici învață arta decorativă și și capătă îndemânare în tehnica gravurii. În 1720 își deschide propriul său atelier. Încă de atunci se opune curentului neoclasicist reprezentat de arhitectul William Kent și execută gravuri originale cu satiră la adresa vieții artiștilor, politicienilor și bancherilor. În același timp realizează ilustrații de carte, pentru operele lui William King, Charles Gildon și Aubrey de la Motraye, dar nu renunță la ambiția de a picta. Pentru aceasta se înscrie la academia înființată de Louis Chéron și John Vanderbank. Intră în contact cu mediul pictorilor londonezi, dar nu este mulțumit de sistemul clasic de educație și, în anul  1725 se transferă în atelierul lui James Thornhill. 

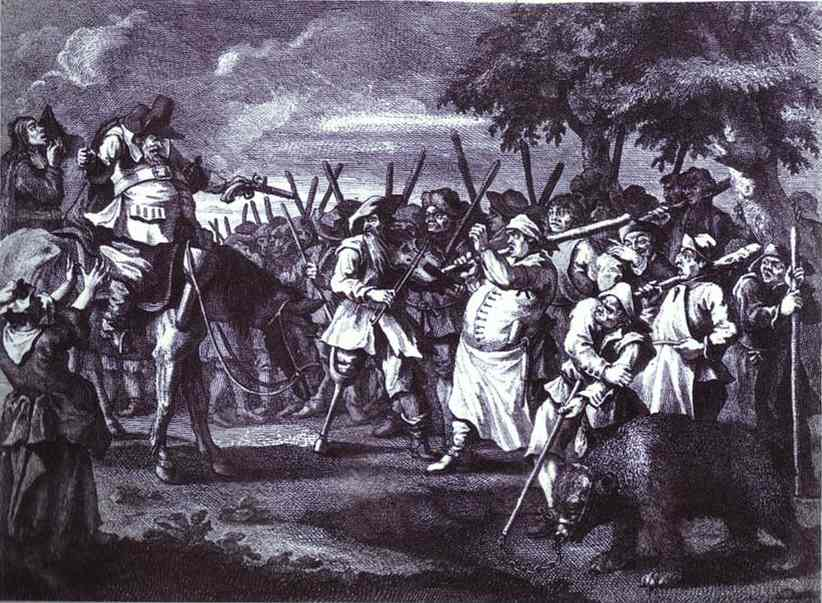
Prima aventură a lui Hudibras, 1726 - Gravură

O prietenie adâncă se va lega între maestru, familia acestuia și ucenic. Tânărul pictor se va certa însă în scurtă vreme cu maestrul său. În primăvara anului 1729 o răpește pe fiica lui Thornhill, Jane, în vârstă de 19 ani, cu care se căsătorește în secret. Tânăra pereche se stabilește în South Lamberth. Abia după un an socrul îl va ierta și-l va accepta ca ginere.
În primele tablouri ale lui Hogarth, create între anii 1725-1728, domină satira socială și o tematică legată de teatru. În 1729 este solicitat să decoreze noile Spring Gardens, cunoscute mai târziu sub numele de Grădinile "Vauxhall". După terminarea lucrărilor (în anul 1732), artistul primește - în semn de recunoaștere - dreptul viager de a intra în Spring Gardens fără să plătească, însoțit de un număr de până la șase invitați. Saloanele londoneze se deschid în fața artistului. Realizează portrete de familie și inițiază un nou gen de pictură, cunoscut sub numele de "conversation piece", care asociază elemente specifice portretului cu scene de viață și peisaje.

Seducerea: înainte, 1731

Hogarth se angajează în diverse activități, participă în mod activ la viața socială, politică și culturală. În anul 1734 intră în conflict cu William Kent și grupul adepților unei estetici "neopalladine", bazate pe lucrările teoretice ale arhitectului italian Andrea Palladio (1508-1580), susținuți de contele Burlington, important mecena al artelor și literaturii. Hogarth critică caracterul pretențios al artei "clasicizante", fapt care se reflectă defavorabil asupra lui, fiind îndepărtat din cercurile londoneze influente, e drept, nu pentru multă vreme. Reușește să vândă în condiții avantajoase gravuri executate după ciclurile de tablouri intitulate "Cariera unui destrăbălat" (1733) și "Căsătoria la modă" (1745). La începutul secolului al XVIII-lea, în Anglia nu exista noțiunea de apărare a dreptului de autor. Hogarth prezintă un proiect de lege - numită mai târziu "legea lui Hogarth" - menită să-i protejeze pe gravori, care va primi aprobarea regelui George II  pe 15 mai 1736.

Seducerea: după aceea, 1731

În anul 1743, Hogarth pleacă la Paris. Aici descoperă că pictura franceză este cu mult mai avansată decât cea engleză, manifestându-și admirația pentru creațiile lui François Boucher (1703-1770). Hogarth se consacră redactării unui tratat despre pictură, "The Analysis of Beauty" ("Analiza Frumosului"), care apare la Londra în anul 1753 și este tradusă curând în germană și italiană. În anul 1757, Academia Imperială de la Augsburg (Imperiul Austriac) îl primește membru de onoare. Tot în aceeași perioadă este recunoscut oficial și în Anglia, Hogarth primește funcția de prim-pictor al curții regale, "supraintendent al tuturor operelor aflate în proprietatea Majestății Sale".
Deși înaintat în vârstă, continuă să creeze. În anul 1760, pictează "Alegerile", un ciclu de patru tablouri satirice. În 1763 suferă un atac de apoplexie, după care nu se mai reface complet. Pe 25 octombrie 1764, deși foarte bolnav, mai găsește puterea să răspundă la o scrisoare pe care o primise din America de la Benjamin Franklin. Moare două ore mai târziu. Inscripția de pe piatra mormântului din Chiswick a fost scrisă de prietenul său, renumitul actor David Garrick.

## Opera

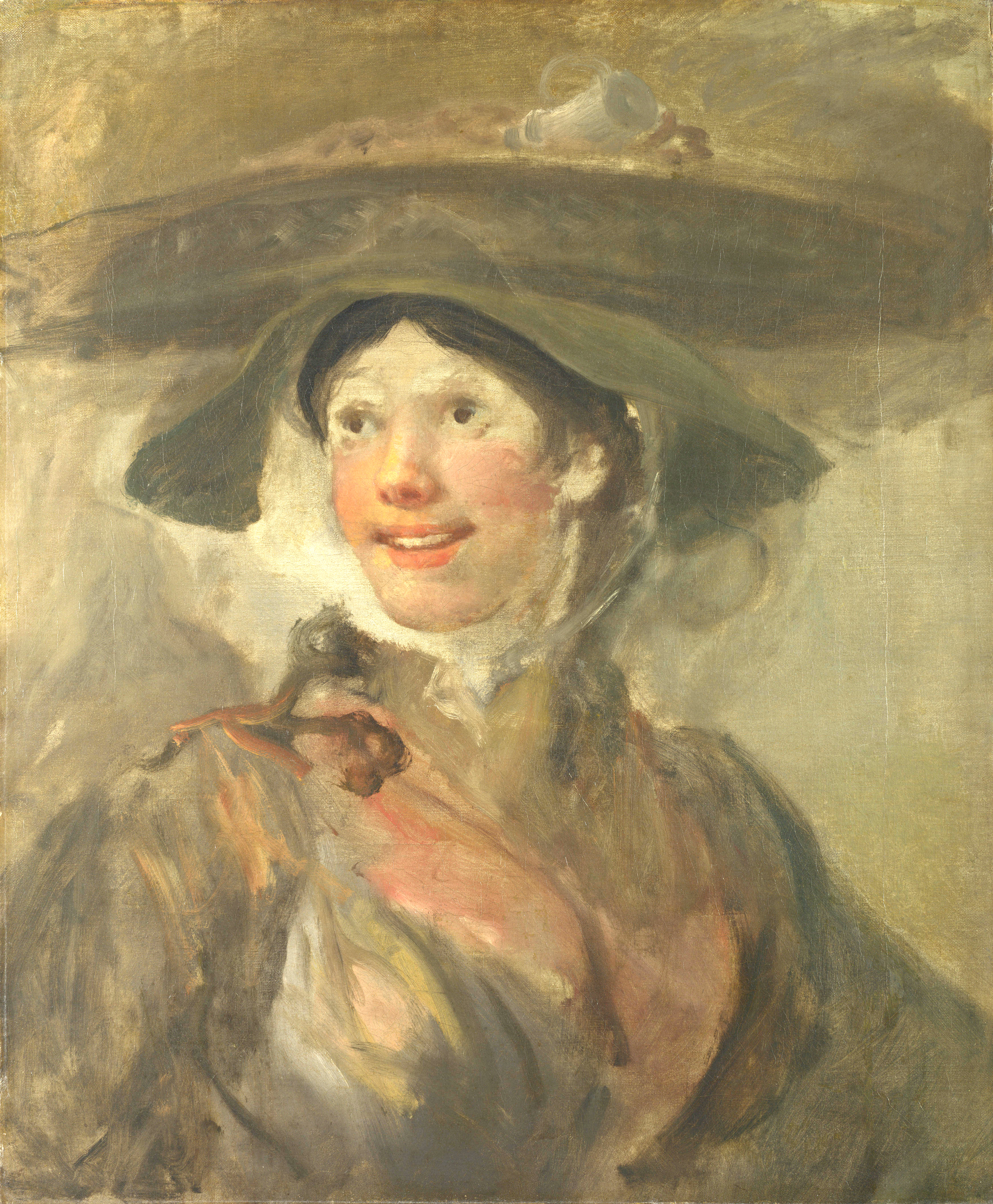
Mica vânzătoare de creveţi, 1740

La baza creației lui Hogarth se află experiența personală, iar problemele sociale și politice îi oferă un bogat material pentru scenele sale satirice. În cadrul lor, temperamentul lui Hogarth își găsește expresia pe deplin. Umorul și ironia mușcătoare reprezintă armele preferate ale artistului, care prezintă imaginea societății contemporane lui. Hogarth se lasă purtat de imaginație nu numai în alegerea temelor, dar și în elaborarea lor. În portrete, impresionează spontaneitatea proaspătă a pensulei și aspectul de schiță al personajelor. Dezinvoltura execuției nu scade cu nimic forța de expresie. Minunata Mică vânzătoare de creveți ("The Shrimp Girl", 1740), pe bună dreptate considerată de pictorul impresionist Whistler ca o operă inovatoare, precursoare a unei noi direcții, este ceva mai mult decât simplul portret al unei tinere femei. Pânza reprezintă cu adevărat întruparea vitalității, forței, energiei și bucuriei vieții. Portretele de acest gen ale lui Hogarth amintesc de creațiile lui Frans Hals. Cu mijloace artistice economice, Hogarth reușește să redea cu măiestrie mimica și sentimentele și, prin urmare, caracterul personajelor portretizate. Caracterul desăvârșit al tabloului este completat de cromatica armonioasă a compoziției. Petele de culoare modelează și înviorează fizionomia, conferindu-i în același timp și o carnație extraordinar de reală.
Cariera unui destrăbălat
"Cariera unui destrăbălat" ("A Rake's Progress", 1733-1735), serie de opt tablouri denumită și Viața unui risipitor, reprezintă una dintre cele mai impresionante realizări ale lui Hogarth. Ca sursă de inspirație s-a servit probabil de opera "Vite del lascio", publicată în Italia în secolele XVI și XVII sau poate de o comedie a lui Henry Fielding. Ciclul are forma unei povestiri impregnată de ironie și glumă, care surprinde prin adevărul ei vital.

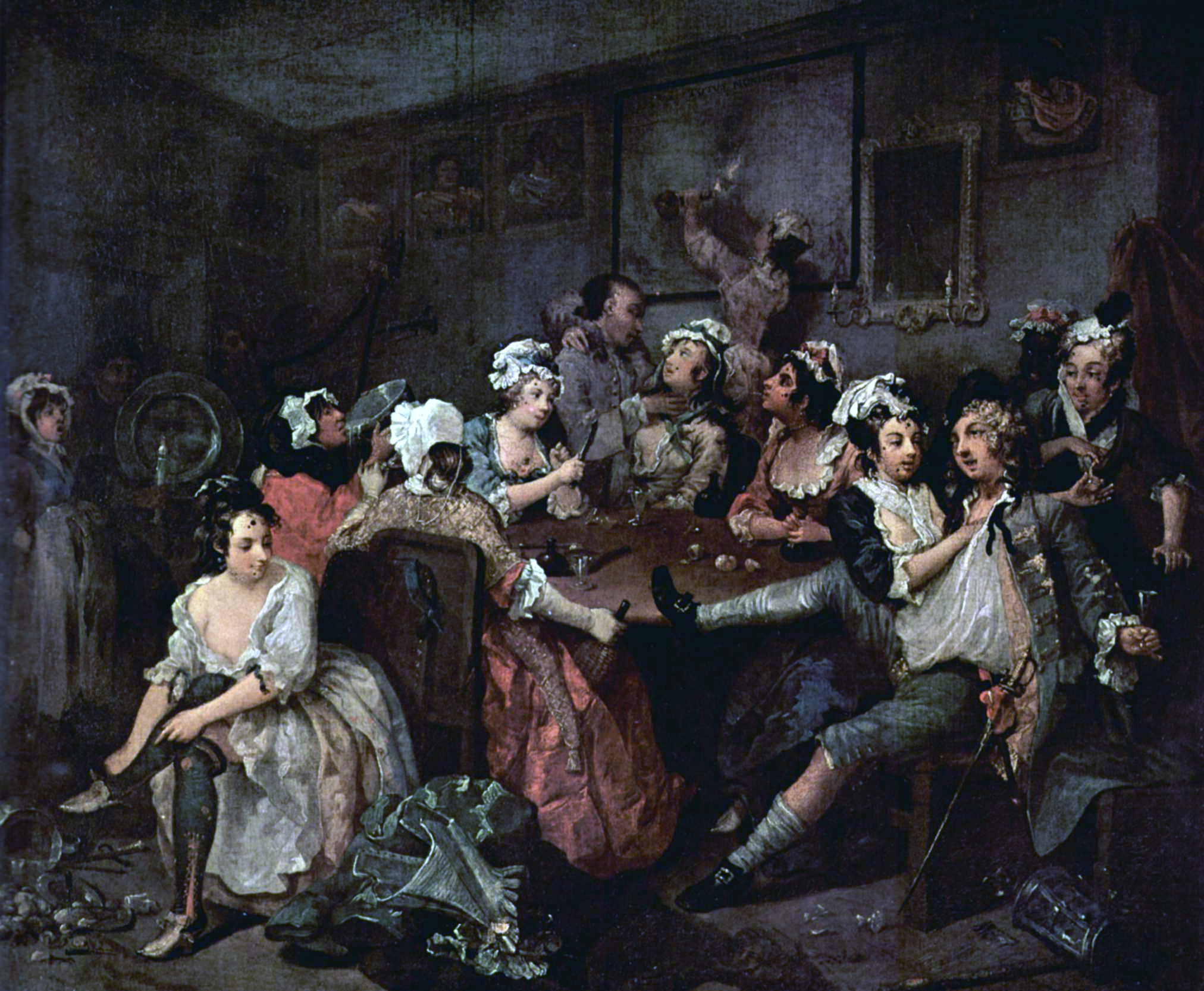
Scena III: Într-o tavernă
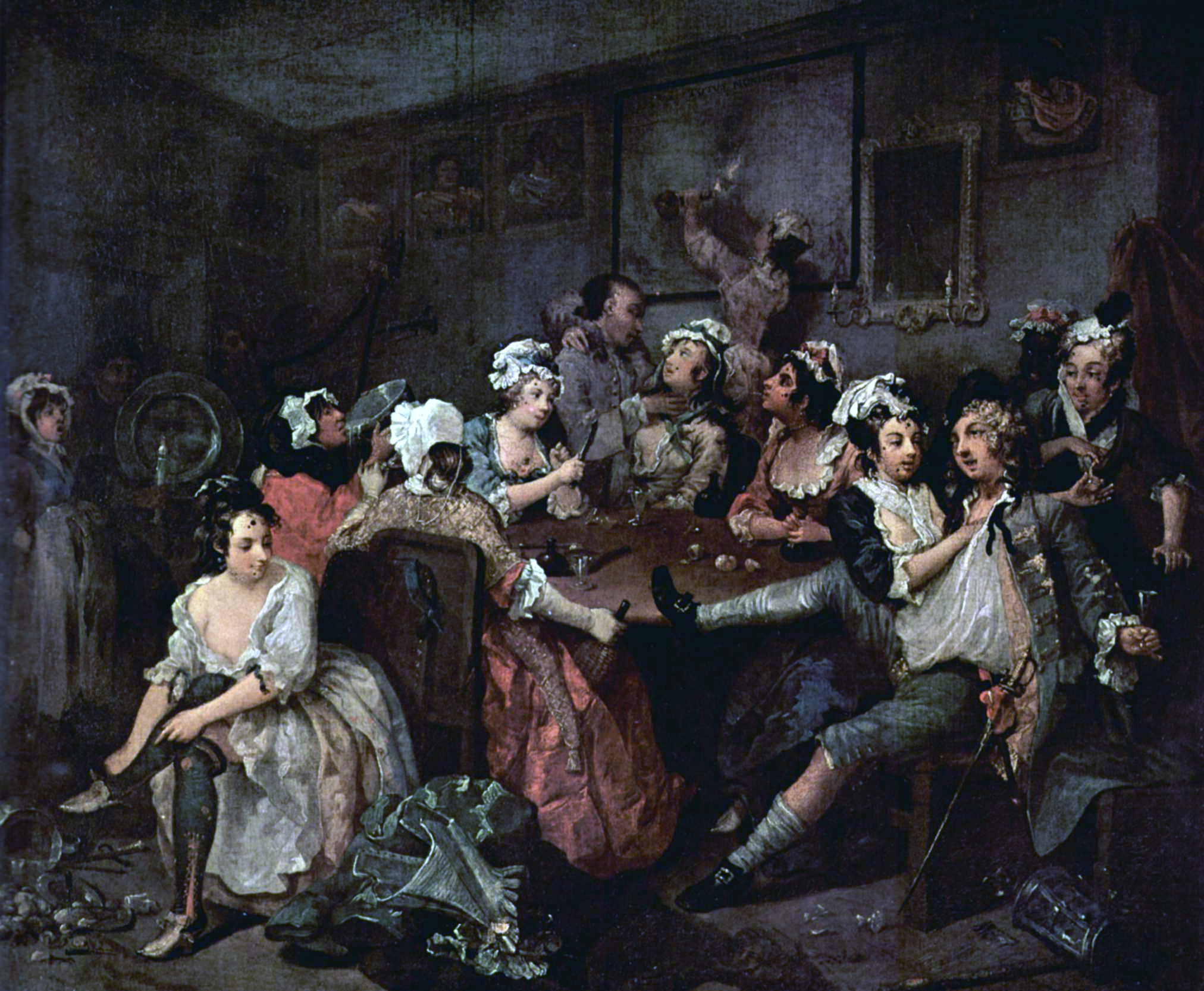
Scena IV: Arestat pentru datorii
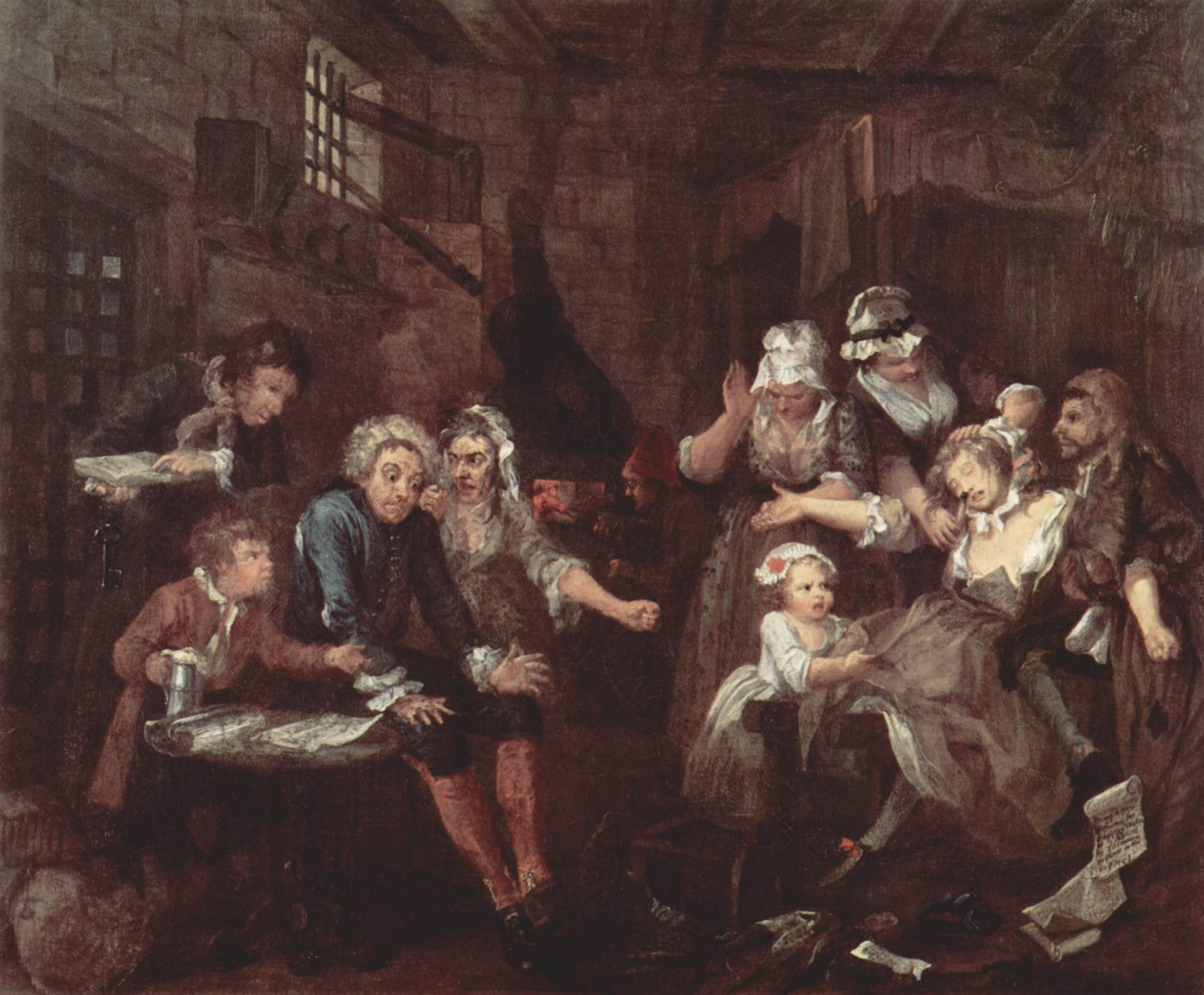
Scena VII: În închisoare
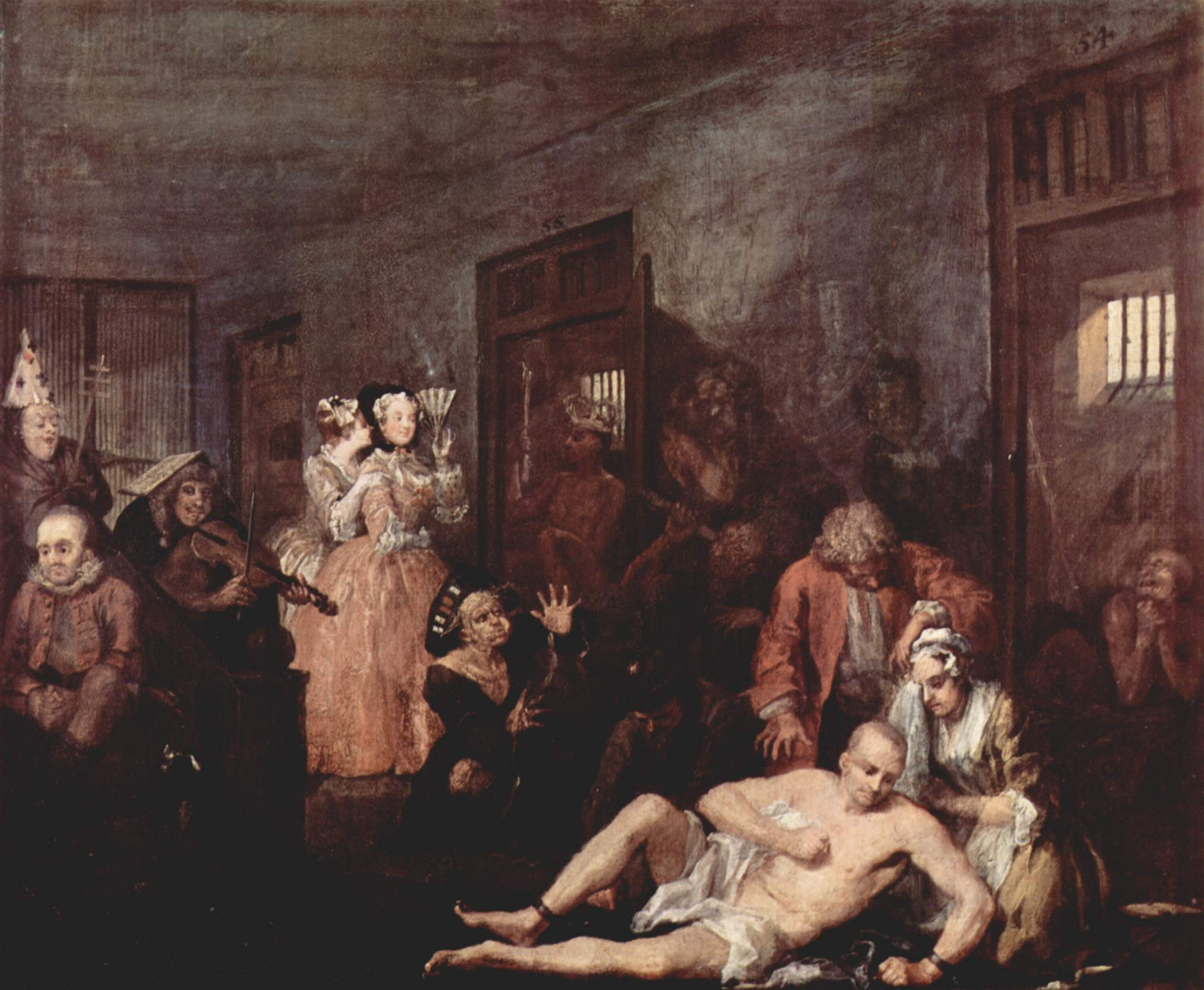
Scena VIII: Casa de nebuni

Decăderea morală a tânărului desfrânat este accentuată de schimbarea gradată a tehnicii. Trăsăturile de penel se accelerează și sunt parcă mai puțin îngrijite, iar atmosfera tablourilor este din ce în ce mai sumbră.
Comicul unei alegeri
"Comicul unei alegeri" ("The Humours of an Election", 1754-1755). În anul 1754, la Oxford, campania electorală se desfășoară într-o atmosferă de tensiune, situație care constituie pentru Hogarth un motiv de inspirație pentru ciclul "Comicul unei alegeri", cuprinzând un număr de patru tablouri cu scene satirice, care se remarcă prin neobișnuita bogăție narativă. Pe un spațiu relativ restrâns, Hogarth prezintă o mulțime de evenimente și personaje. 

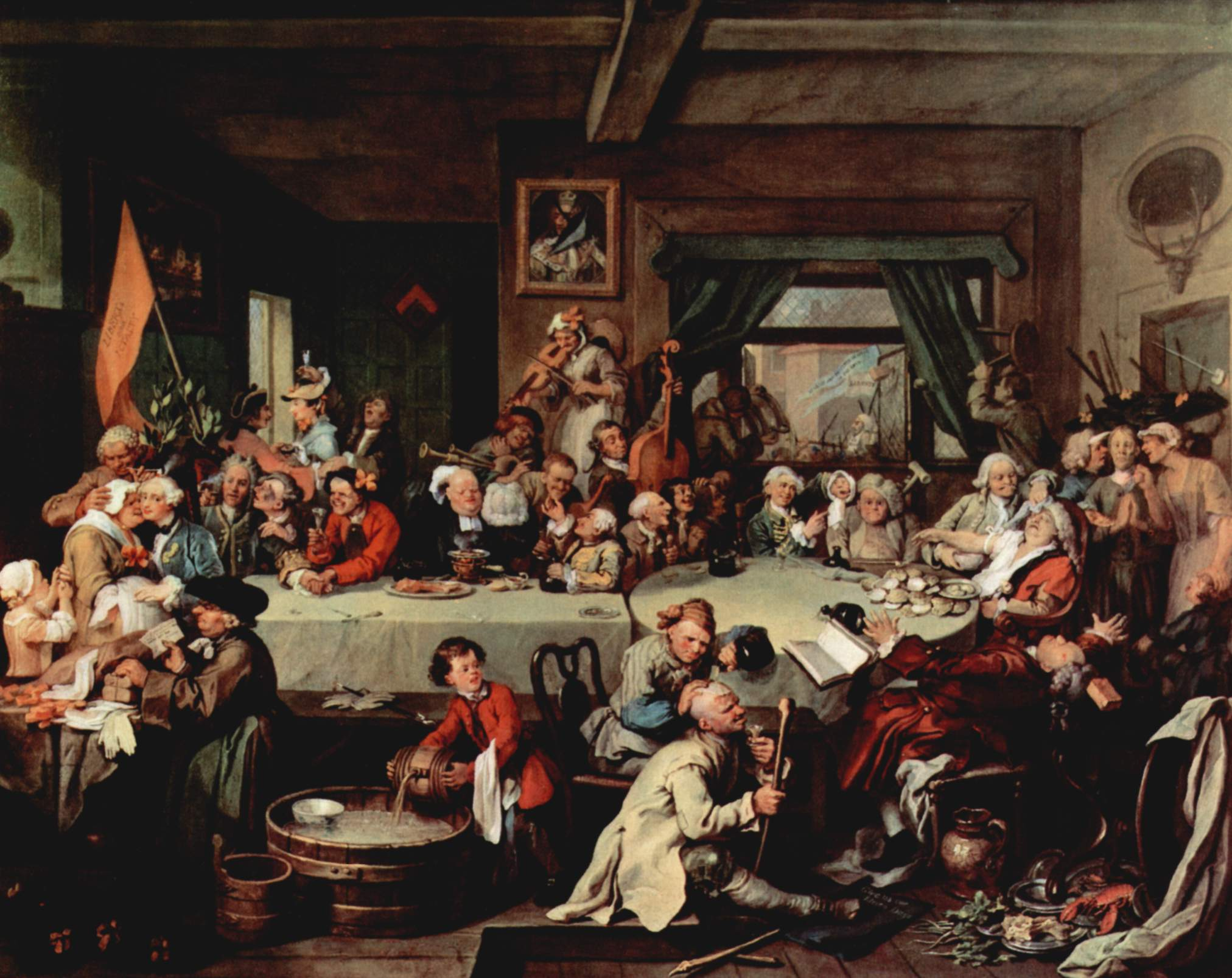
Banchetul preelectoral
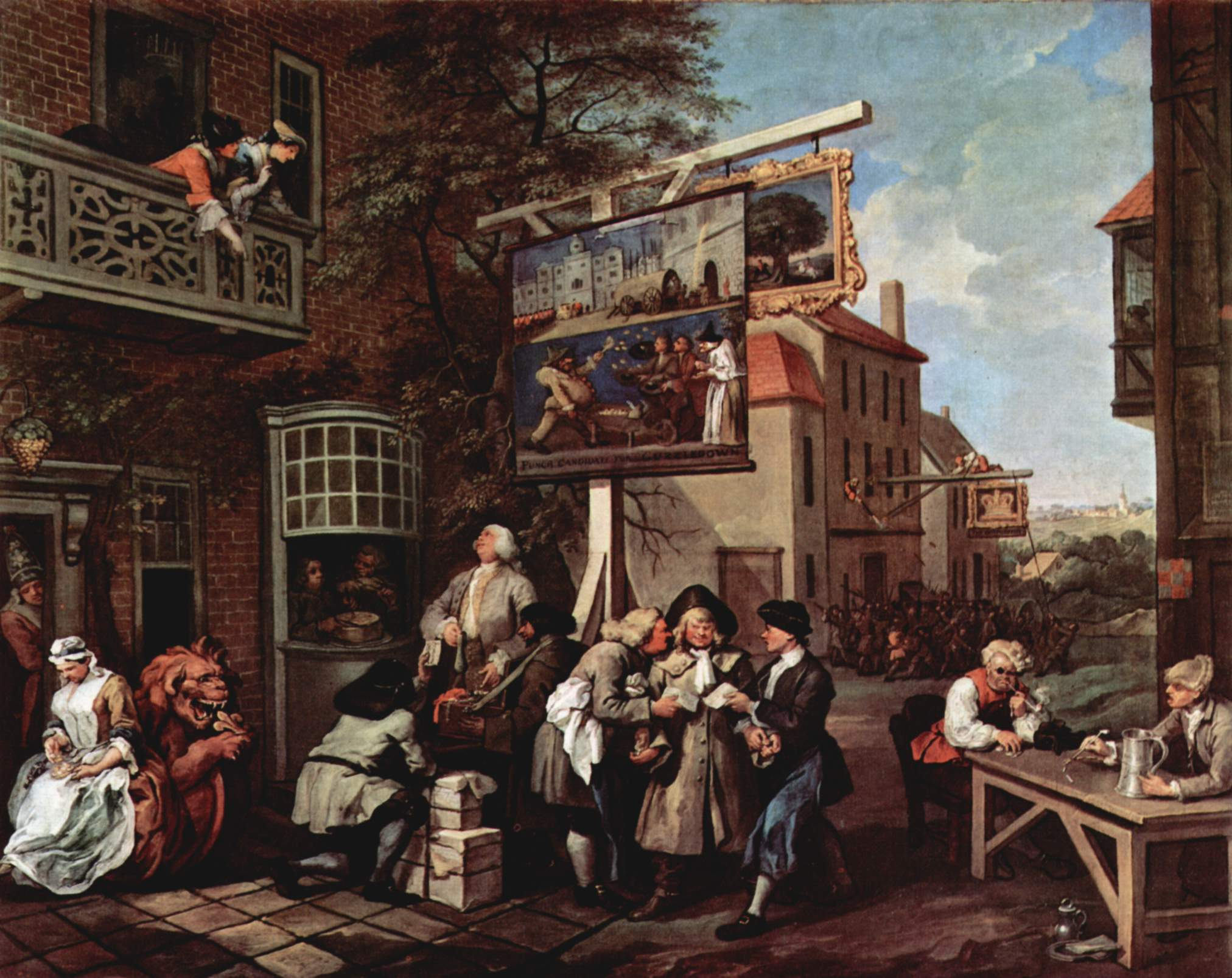
Propagandă electorală
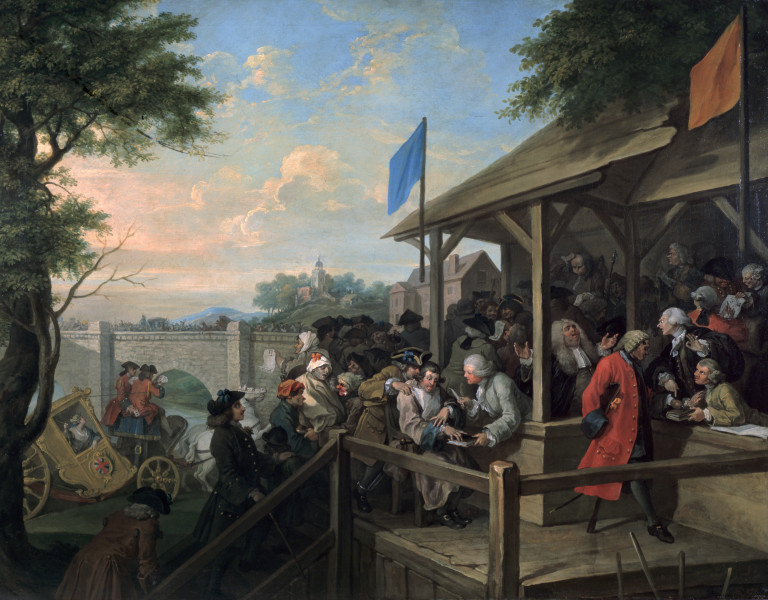
Votarea
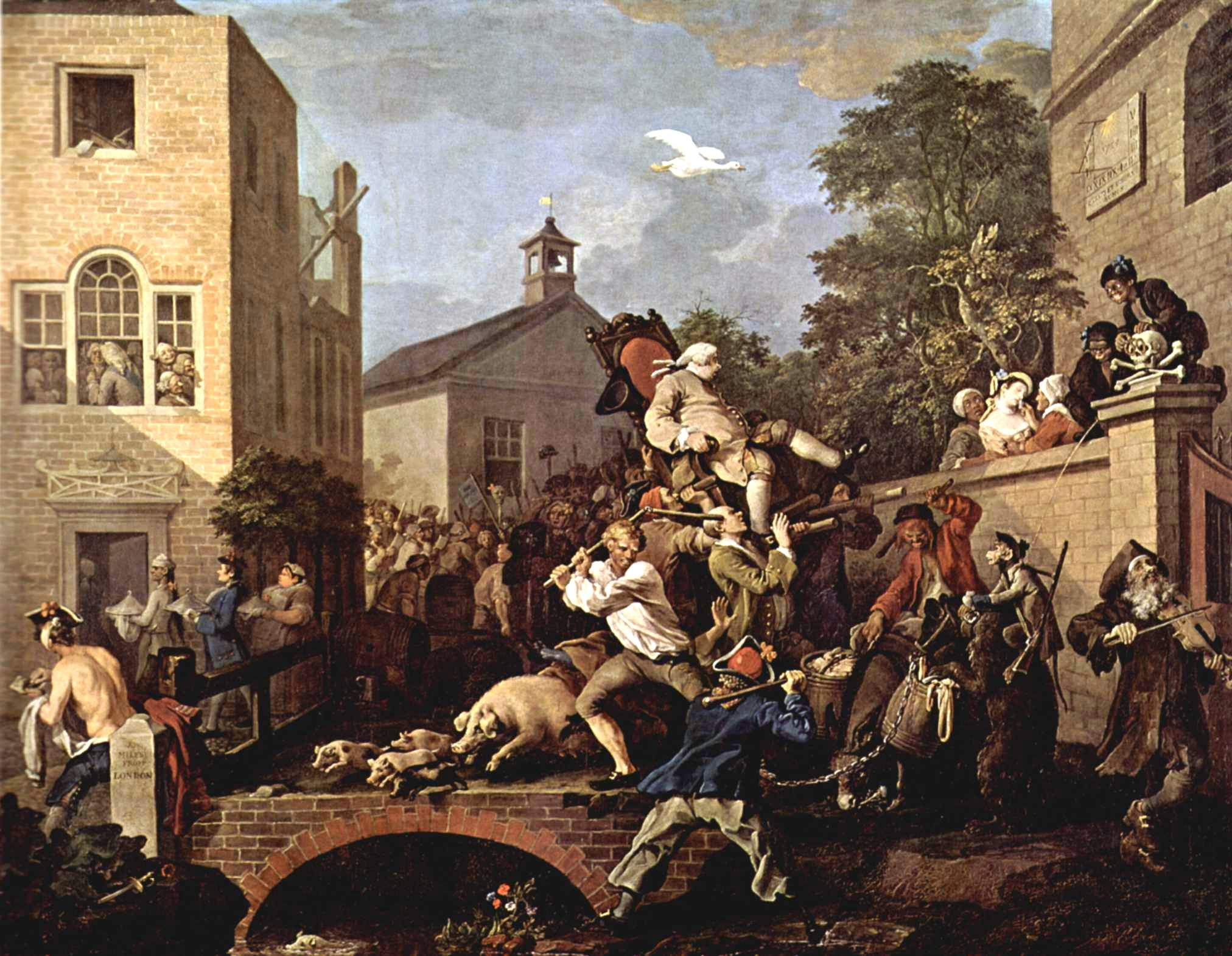
Marşul triumfal al deputaţilor aleşi

Ciclul "Căsătorie la modă" ("Mariage-à-la-mode", 1744) cuprinde un număr de șase tablouri, care ilustrează dramele căsătoriilor încheiate doar din interes.

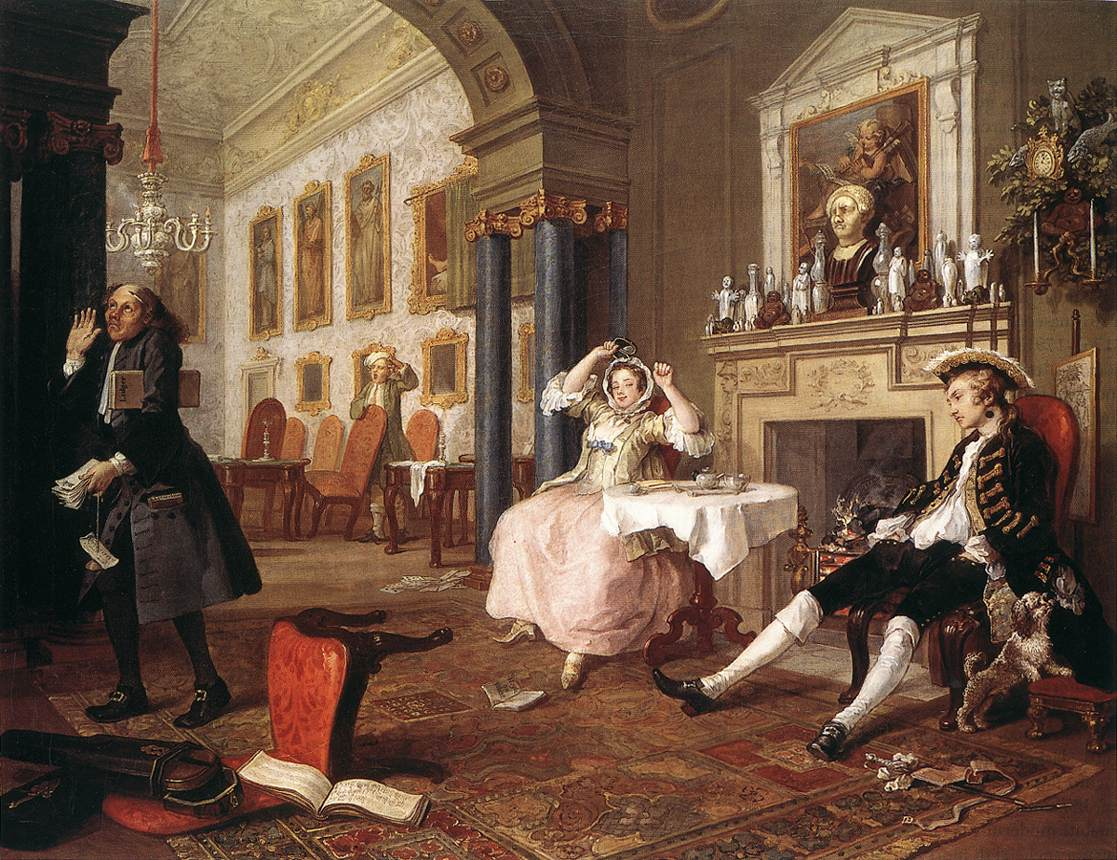
Căsătorie la modă: tête-à-tête

Creația lui Hogarth este o explozie care marchează momentul nașterii artei naționale engleze. Cu el începe secolul de aur al picturii britanice, care va dura până la jumătatea secolului al XIX-lea. Arta lui reflectă problemele epocii sale și își păstrează până în ziua de azi actualitatea și puternica expresivitate.